# Пустомити (футбольний клуб)
«Пусто́мити» — український любительський футбольний клуб з Пустомит, який виступав у прем'єр-лізі чемпіонату Львівської області. У другій половині 2010 року — фарм-клуб «Карпат» (Львів).

## Історія

### 1990-ті
Клуб створений 1992 року під назвою «Будівельник». У перший рік існування клуб став переможцем районного чемпіонату СТ «Колос», і здобув право виступати у першості області серед команд другої ліги. У першому сезоні на обласному рівні команда посіла 4-те місце, а вже у наступному, з великим відривом від суперників — перше. У сезоні 1995/1996 років клуб дебютував у першій лізі чемпіонату області і відразу став чемпіоном у командному заліку, перемігши за підсумками двох матчів бродівський «Богун». Пустомитівські футболісти вдало виступили і в кубку області, дійшовши до фіналу, де поступились команді «Променю» з Волі Баранецької 1:1 і 1:0. У першості 1996/1997 років команда знову дійшла до фіналу кубка і знову поступилась, цього разу жидачівському «Авангарду». Обидва фінальні поєдинки не визначили переможця і закінчилися з рахунком 1:1, але у серії післяматчевих пенальті «Авангард» виявився сильнішим — 6:5. У цьому ж сезоні клуб стартував на всеукраїнській арені у Кубку України серед аматорських команд, де одразу ж в 1/8 фіналу зазнав двох поразок від теребовлянської «Ниви» — 3:4 на виїзді та 1:2 вдома. У кожному з цих двох матчів по голу провів 17-річний Дмитро Семочко — майбутній гравець, зокрема «Карпат», дніпропетровського «Дніпра» і «Металіста».

### 2000-ні роки

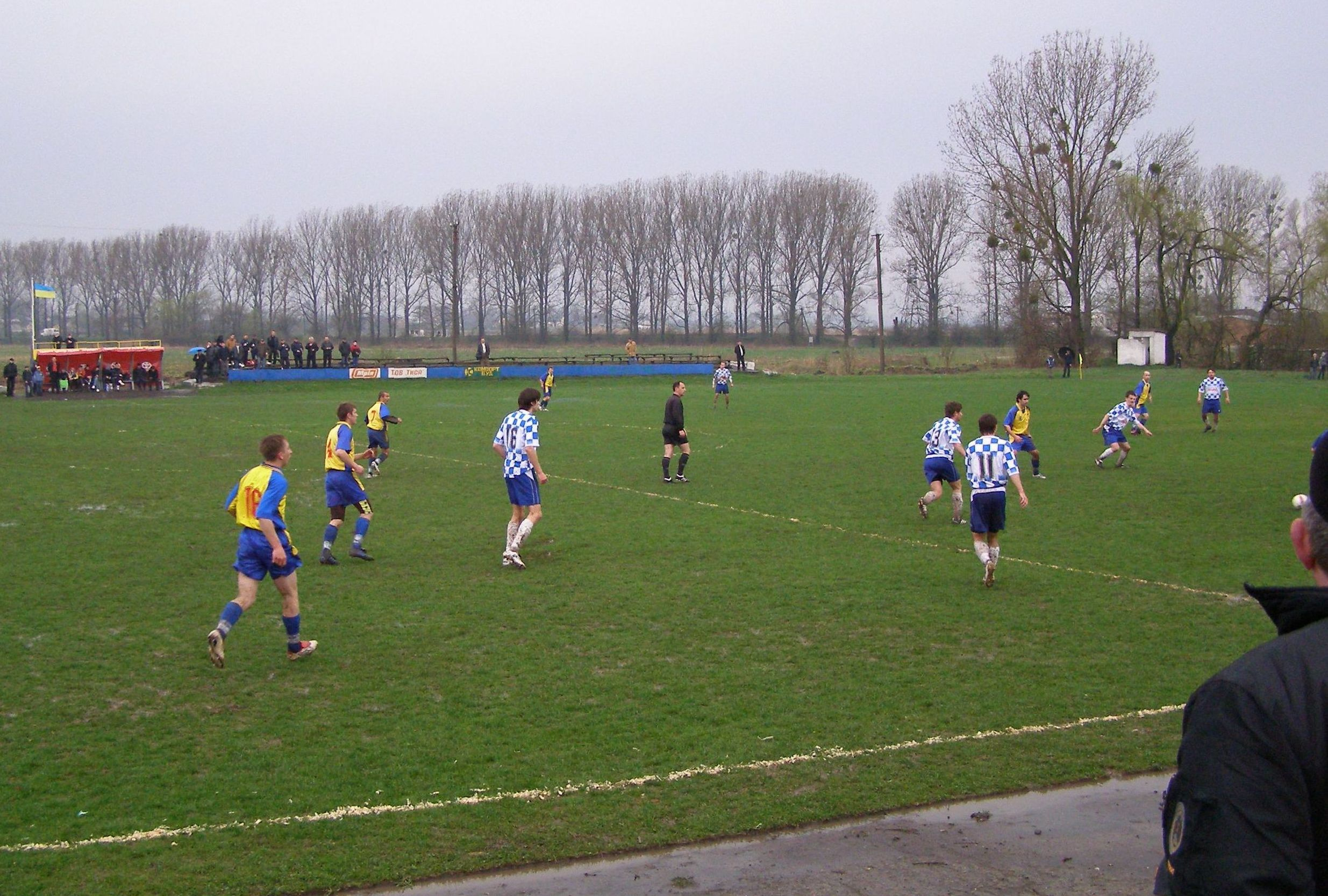
«Пустомити» (у картатій формі) під час домашньої гри проти «Газовика» (Комарно) в чемпіонаті області 2009

На початку 2000-х років у Пустомитах спонсори намагалися вивести клуб на новий, напівпрофесіональний рівень. У 2004 році команду перейменовано на «Пустомити», до клубу почали залучати молодих вихованців футбольних шкіл Львова та Пустомитівського району і запрошувати відомих ветеранів. Міжсезонні збори взимку (чемпіонат області проводять за системою «весна-осінь») для гравців почали відбуватися також закордоном.
Певний час лідером колективу був Євген Михайлів — колишній півзахисник «Металурга» (Донецьк) та «Карпат» (Львів). Після сезону 2004 він перейшов до лідера обласного футболу — «Карпат» (Кам'янка-Бузька).
Улітку 2005 року кілька ігор у Пустомитах провів захисник Юрій Беньо, який на початку року під керівництвом Олега Лужного виступав за латвійську «Венту», а з осені почав захищати кольори київського «Арсеналу».
Протягом 2005—2008 років головним тренером «Пустомит» був Василь Леськів — ветеран львівських «Карпат» і ФК «Львів». Відомий у минулому півзахисник у сезонах 2005—2007 навіть виходив на заміни, тобто був тренером-гравцем.
За «Пустомити» грали, зокрема нападник Мар'ян Слобода (1986 р. н.), який влітку 2007 підписав професіональний контракт з першоліговим «Львовом» і нападник Павло Малий, який 2008 року перейшов до «Ниви» (Тернопіль).
У 2008 році клуб увійшов до новоутвореної прем'єр-ліги чемпіонату Львівської області, куди потрапило 6 найсильніших клубів Львівщини. Проте команда залишалася серед аутсайдерів, 2008 року посівши передостаннє 5-е місце, а 2009 року — 8-ме місце серед 10 команд.

### 2010— фарм-клуб «Карпат»
Сезон 2010 через брак коштів став досить скрутним для ФК «Пустомити». Улітку під час перерви між 1 та 2 колом чемпіонату Львівщини «Карпати» (Львів) взяли на себе фінансові зобов'язання пустомитівського клубу, отримавши натомість можливість у повному складі заявити на 2-ге коло свою юнацьку команду та тренерський штаб — колишні «Карпати-2», що не заявилися на сезон 2010/11 у другу лігу. Основу команди склали футболісти школи «Карпат» і ЛУФК 1992—1994 років народження, тренували колектив Володимир Вільчинський і Любомир Вовчук. Усі футболісти «Пустомит», які виступали за клуб у першій половині сезону 2010, перейшли до інших команд.

### 2011 — понині
На сезон 2011 клуб не заявився на обласні змагання і виступав у чемпіонаті Пустомитівського району 2011 під назвою ФК «Пустомити».

## Склад
Заявка на 1-ше коло сезону 2010 року:
| Гравець                 | Позиція     | Рік народження |
| ----------------------- | ----------- | -------------- |
| Володимир Авраменко     | воротар     | 1985           |
| Ярослав Шуптар          | воротар     | 1989           |
| Назар Должанський       | захисник    | 1990           |
| Сергій Зайцев           | захисник    | 1973           |
| Назарій Либа            | захисник    | 1987           |
| Андрій Наумко           | захисник    | 1990           |
| Олег Яценко             | захисник    | 1986           |
| Святослав Вороблевський | півзахисник | 1991           |
| Олександр Гринишин      | півзахисник | 1990           |
| Тарас Карабин           | півзахисник | 1989           |
| Артем Остапець          | півзахисник | 1989           |
| Руслан Побережний       | півзахисник | 1986           |
| Василь Пушкар           | півзахисник | 1991           |
| Тарас Сеньків           | півзахисник | 1990           |
| Василь Середа           | півзахисник | 1989           |
| Андрій Смалюх           | півзахисник | 1990           |
| Богдан Хмизов           | півзахисник | 1987           |
| Андрій Яценко           | півзахисник | 1982           |
| Андрій Бурбан           | нападник    | 1990           |
| Руслан Грицик           | нападник    | 1984           |

## Відомі гравці
Футболісти, що виступали у вищій лізі України чи інших країн:
- Юрій Беньо
- Василь Бондарчук
- Роман Зуб
- Василь Леськів
- Євген Михайлів

## Останні сезони
| Сезон | Ліга                              | Місце    | В  | Н | П  | М'ячі | Очок |
| 2002  | вища ліга чемпіонату Львівщини    | 16 із 17 | 3  | 7 | 22 | 29-86 | 16   |
| —     |                                   |          |    |   |    |       |      |
| 2004  | ВЛ                                | 6 із 18  | 19 | 7 | 8  | 56-31 | 64   |
| 2005  | ВЛ                                | 8 із 14  | 10 | 4 | 12 | 26-39 | 34   |
| 2006  | ВЛ                                | 5 із 15  | 14 | 2 | 12 | 49-45 | 44   |
| 2007  | ВЛ                                | 8 із 15  | 12 | 5 | 11 | 33-40 | 41   |
| 2008  | прем'єр-ліга чемпіонату Львівщини | 5 із 6   | 4  | 7 | 9  | 20-30 | 19   |
| 2009  | ПЛ                                | 8 із 10  | 3  | 5 | 10 | 17-26 | 14   |